# Yuri Zhelyabuzhsky
Yuri Zhelyabuzhsky (Tíblissi, 12 de Dezembro de 1888) foi um diretor de cinema e cinegrafista.

## Filmografia

### Diretor
- Domovoy-agitator (1920)
- Papirosnitsa ot Mosselproma (1924)
- V gorod vkhodit nelzya (1929)